# Campionati mondiali di sci nordico 1941
I Campionati mondiali di sci nordico 1941, diciassettesima edizione della manifestazione, si sarebbero dovuti svolgere in Norvegia, ma vennero annullati a causa dello scoppio della Seconda guerra mondiale.
Da fonti contemporanee risulta che la decisione fu molto contestata. Gli oppositori all'annullamento dichiararono che i campionati in Norvegia si sarebbero potuti tenere senza problemi. Tuttavia in Italia il regime fascista decise di organizzare ugualmente la rassegna, a Cortina d'Ampezzo, ma vi presero parte soltanto le nazioni che non erano in conflitto bellico con l'Italia o i suoi alleati: quindi con l'esclusione, tra le altre, di squadre tradizionalmente di primo piano nello sci nordico quali Norvegia, Polonia, Cecoslovacchia, oltre all'Austria, già assente con i propri colori a Zakopane 1939 a causa dell'Anschluss. L'organizzazione dell'evento ebbe finalità propagandistiche, volendo dimostrare che la guerra non impediva alla vita quotidiana di proseguire normalmente; le gare si disputarono così dal 1º al 10 febbraio.
La FIS, nel corso del suo XVI congresso tenutosi nel 1946 a Pau, dichiarò tali "Mondiali" privi di validità, poiché molte nazioni non vi poterono prendere parte a causa delle circostanze politiche. Con l'inclusione della pattuglia militare vennero assegnati sei titoli, che comunque a causa della risoluzione della FIS non figurano in alcun conteggio ufficiale. In contemporanea ai "Mondiali" di sci nordico vennero disputati, sempre nella località ampezzana, anche "Mondiali" di sci alpino, ugualmente annullati dalla FIS.

## Risultati

### Combinata nordica
| Posizione | Atleta         | Nazione   | Punti |
| --------- | -------------- | --------- | ----- |
| 1         | Gustav Berauer | Germania  | 431,8 |
| 2         | Pauli Salonen  | Finlandia | 414,8 |
| 3         | Josef Gstrein  | Germania  | 406,2 |

Trampolino: Italia NH

Fondo: 18 km

### Pattuglia militare
| Posizione | Nazione  | Atleti                                                         | Tempo   |
| --------- | -------- | -------------------------------------------------------------- | ------- |
| 1         | Svezia   | Wilhelm Hjukström Martin Matsbo Nils Östensson Gösta Andersson | 2:13:21 |
| 2         | Germania | -                                                              | 2:20:17 |
| 3         | Italia   | -                                                              | 2:23:55 |

7 febbraio

### Salto con gli sci
| Posizione | Atleta        | Nazione   | Punti |
| --------- | ------------- | --------- | ----- |
| 1         | Paavo Vierto  | Finlandia | 221,5 |
| 2         | Leo Laakso    | Finlandia | 220,5 |
| 3         | Sven Selånger | Svezia    | 218,3 |

Trampolino: Italia NH

### Sci di fondo

#### 18 km
| Posizione | Atleta             | Nazione   | Tempo   |
| --------- | ------------------ | --------- | ------- |
| 1         | Alfred Dahlqvist   | Svezia    | 1:05:25 |
| 2         | Jussi Kurikkala    | Finlandia | 1:07:35 |
| 3         | Lauri Silvennoinen | Finlandia | 1:08:13 |

#### 50 km
| Posizione | Atleta             | Nazione   | Tempo   |
| --------- | ------------------ | --------- | ------- |
| 1         | Jussi Kurikkala    | Finlandia | 3:36:35 |
| 2         | Mauritz Brannström | Svezia    | 3:38:17 |
| 3         | Alfred Dahlqvist   | Svezia    | 3:41:41 |

#### Staffetta 4x10 km
| Posizione | Nazione   | Atleti                                                                   | Tempo   |
| --------- | --------- | ------------------------------------------------------------------------ | ------- |
| 1         | Finlandia | Martti Lauronen Jussi Kurikkala Lauri Silvennoinen Eino Olkinuora        | 2:31:07 |
| 2         | Svezia    | Carl Pahlin Donald Johansson Nils Östensson Alfred Dahlqvist             | 2:32:15 |
| 3         | Italia    | Aristide Compagnoni Severino Compagnoni Alberto Jammaron Giulio Gherardi | 2:33:50 |

## Medagliere per nazioni
| Posizione | Nazione   | Oro | Argento | Bronzo | Totale |
| --------- | --------- | --- | ------- | ------ | ------ |
| 1         | Finlandia | 3   | 3       | 1      | 7      |
| 2         | Svezia    | 2   | 2       | 2      | 6      |
| 3         | Germania  | 1   | 1       | 1      | 3      |
| 4         | Italia    | 0   | 0       | 2      | 2      |